# Arnold Fanck
Arnold Fanck (6 de marzo de 1889-28 de septiembre de 1974) fue un director de cine alemán y pionero del género cinematográfico de montaña. Es conocido por las escenas alpinas que capturó en películas como La montaña sagrada (1926), Prisioneros de la montaña (1929), Tormenta sobre el Mont Blanc (1930), Der weisse Rausch (1931) y SOS Eisberg (1933). Fanck también jugó un papel decisivo en el lanzamiento de las carreras de varios cineastas durante el período de Weimar, como Leni Riefenstahl, Luis Trenker y los cineastas Sepp Allgeier, Richard Angst, Hans Schneeberger y Walter Riml.

## Biografía

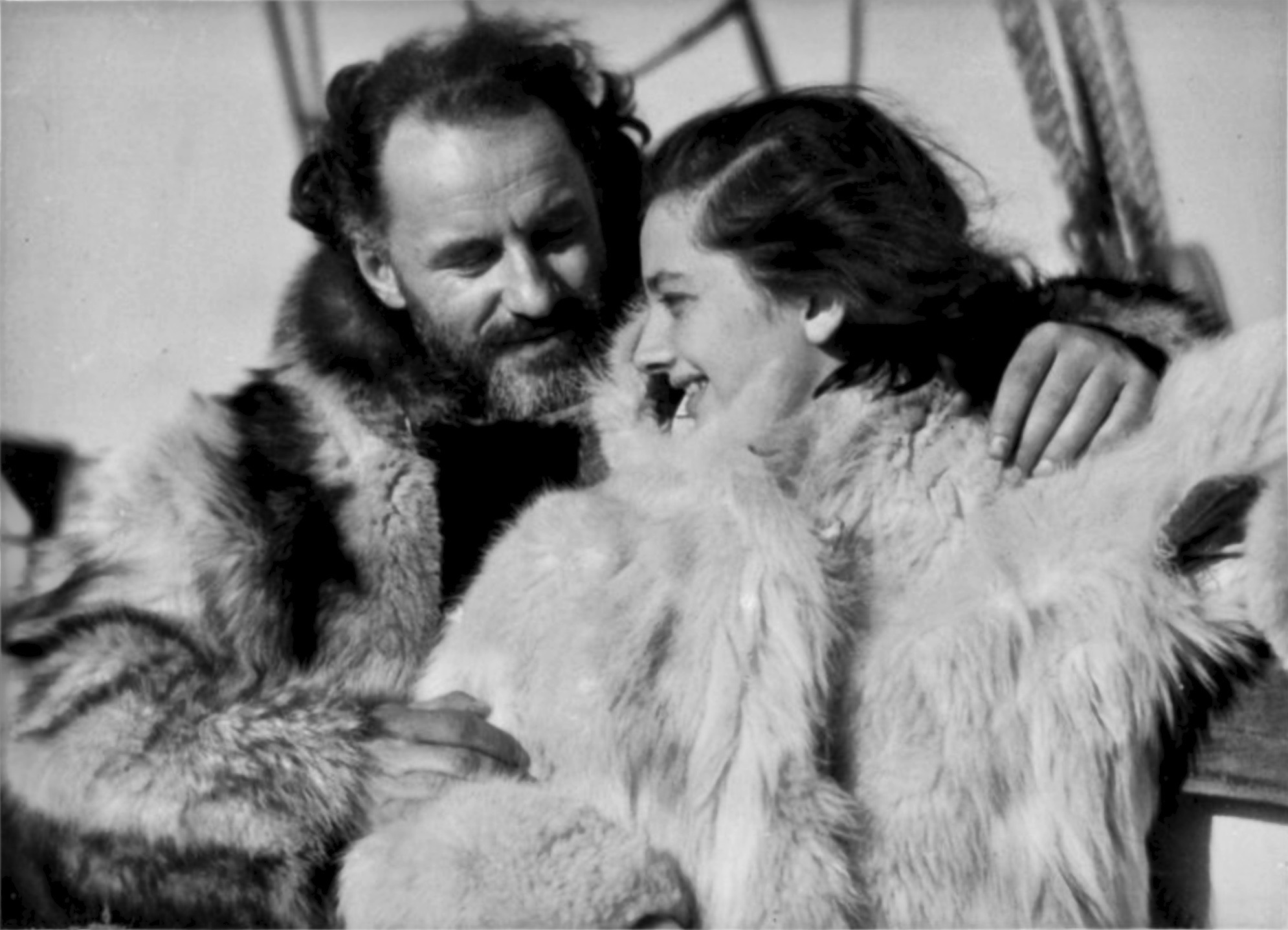
Fanck con su secretaria y amante Elisabeth Kind en 1933, en Groenlandia en el set de la película SOS Eisberg. En 1934 se casaron en Berlín.

Nació el 6 de marzo de 1889 en Frankenthal, Alemania.
Junto a Odo Deodatus Tauern, Bernhard Villinger y Rolf Bauer, Fanck estableció la empresa Berg- und Sportfilm GmbH Freiburg en Friburgo de Brisgovia en 1920. Fanck, quien tenía un doctorado en Geología, dirigió películas de montaña, películas deportivas y películas sobre esquí. Fue asistido por Sepp Allgeier, un camarógrafo que luego trabajó con Leni Riefenstahl, y trabajó principalmente en los Alpes en lugares como Engadine, Zermatt y Arlberg y en montañas como Mont Blanc y Piz Palü.   
Sus películas más populares y exitosas del período de entreguerras fueron La montaña sagrada (1926), El infierno blanco de Pitz Palü (1929), Tormentas sobre el Mont Blanc (1930), El éxtasis blanco (1931) y SOS Eisberg (1933), todas protagonizados por Leni Riefenstahl. 
Durante el período nacionalsocialista, Fanck se metió en problemas con el ministro de Propaganda Joseph Goebbels, ya que se negó a cooperar, aparentemente por el requisito de unirse al partido. En 1934, también comenzó a trabajar en una película, Der Traum ewige/Der König von Mont-Blanc, que no sólo protagonizó un héroe francés en las montañas francesas, sino también tenía un productor judío, Gregor Rabinowitsch. Este conflicto llevó a Fanck a dificultades económicas, de las que solo pudo escapar al aceptar un contrato del Ministerio de Cultura japonés en 1936. 
Con La hija del samurái y otras «películas culturales», decidió cooperar con el régimen nazi. Poco después, produjo Ein Robinson (1938-1939) una película de propaganda para Bavaria Filmkunst. Fanck se unió al partido nazi en abril de 1940.
En 1944 hizo un documental sobre el escultor Arno Breker llamado Arno Breker - Harte Zeit, starke Kunst. Después de la Segunda Guerra Mundial, sus principales películas del período nacionalsocialista fueron prohibidas por los gobiernos militares aliados. Fanck no recibió más ofertas de trabajo y comenzó a trabajar como leñador. 
Después de la proyección de su película Der ewige Traum en el festival de cine de montaña de Trento en 1957, fue nuevamente reconocido por sus logros artísticos. Sin embargo, para sobrevivir a sus dificultades económicas, se vio obligado a vender los derechos de sus largometrajes a un amigo, hasta que las transmisiones de televisión mejoraron su situación. 
Murió el 28 de septiembre de 1974 en Friburgo de Brisgovia, a la edad de 85 años. Fue enterrado en el cementerio municipal de Friburgo.

## Filmografía
- Das Wunder des Schneeschuhs (1920)
- Im Kampf mit dem Berge (1921)
- Das Wunder des Schneeschuhs, 2. Teil - Eine Fuchsjagd auf Skiern durchs Engadin (1922)
- Pömperlys Kampf mit dem Schneeschuh (1922)
- Der Berg des Schicksals (1924)
- Die weiße Kunst (1924, no acreditado)
- Das Wolkenphänomen von Maloja (1924, cortometraje)
- Der heilige Berg (1926)
- Der Grosse Sprung (1927)
- Der Kampf ums Matterhorn (1928), coguionista
- Das Weiße Stadion (1928)
- Milak, der Grönlandjäger  (1928)
- Die weiße Hölle vom Piz Palü (1929)
- Stürme über dem Montblanc (1930)
- Der weiße Rausch (1931)
- S.O.S. Eisberg (1933)
- Nordpol – Ahoi! (1934)
- Die Seehunde (1934, cortometraje)
- Der ewige Traum (1934)
- Rêve éternel (1935), French release of Der ewige Traum
- Die Tochter des Samurai/新しき土 (1937)
- Winterreise durch Südmandschurien (1938)
- Kaiserbauten in Fernost (1938, cortometraje)
- Hänschen Klein (1938, cortometraje)
- Ein Robinson (1940)
- Kampf um den Berg (1941, cortometraje)
- Josef Thorak, Werkstatt und Werk (1943, cortometraje)
- Atlantik-Wall (1944, cortometraje)[2]

## Películas retrospectivas
- En Eis und Schnee - Der Filmregisseur Arnold Fanck (1997), dirigida por Hans-Jürgen Panitz
- Zwischen weißem Rausch und Abgrund: über Arnold Fanck, den Extremregisseur (1998), dirigida por Andreas Berg